# ليام كنينغهام
ليام كنينغهام (بالإنجليزية: Liam Cunningham)‏ (مواليد 2 يونيو 1961)، هو ممثل ومخرج أفلام ومنتج أيرلندي بدأ مسيرته الفنية عام 1992.

## الأعمال
- أول فارس
- جود
- الجنود الكلاب
- جوع
- المومياء: قبر إمبراطور التنين
- صراع الجبابرة
- حصان حرب
- مخبأ
- طفولة القائد
- أتيلا الهوني

## وصلات خارجية
- ليام كنينغهام على موقع IMDb (الإنجليزية)
- ليام كنينغهام على موقع قاعدة بيانات الأفلام العربية
- ليام كنينغهام على موقع ألو سيني (الفرنسية)
- ليام كنينغهام على موقع تيرنر كلاسيك موفيز (الإنجليزية)
- ليام كنينغهام على موقع أول موفي (الإنجليزية)
- ليام كنينغهام على موقع قاعدة بيانات برودواي على الإنترنت (الإنجليزية)
- ليام كنينغهام على موقع قاعدة بيانات الأفلام السويدية (السويدية)
- ليام كنينغهام على موقع إن إن دي بي (الإنجليزية)
- ليام كنينغهام على موقع قاعدة بيانات الفيلم (الإنجليزية)
- ليام كنينغهام على موقع كينوبويسك (الروسية)